# 摩里茲·石里克
莫里茲·石里克（［德］ⓘ，1882年4月14日—1936年6月22日）是一名德國哲學家、物理学家，维也纳学派和逻辑实证主义的創始人，屬於分析哲學學派。

## 早年生活和作品
石里克出生于柏林的一个富人家庭。他在海德堡、洛桑以及在柏林大学学习物理学。在柏林时马克斯·普朗克是他的教授之一。1904年他以《光在不均匀层的反射》（Über die Reflextion des Lichts in einer inhomogenen Schicht）为题获得博士学位。1908年他发表了一本关于幸福论的名为《生活智慧》（Lebensweisheit）的小册子。他获得在大学任教授地位的论文的题目为《现代逻辑学对于真理的看法》（Das Wesen der Wahrheit nach der modernen Logik）。此后他发表了一些关于美学的论文，此后石里克转向知识论、科学哲学以及科学的基础问题。在最后这个方面他1915年发表了一篇关于阿尔伯特·爱因斯坦的狭义相对论的文章，当时这个理论还只有十年的历史，这使得石里克与其他科学哲学家相比非常突出。他还发表了一篇关于牛顿后物理学的更加系统性的研究《现代物理学中的时空》（Raum und Zeit in der gegenwärtigen Physik）。

## 成熟作品和维也纳生活
1922年石里克成为维也纳大学感应科学哲学的教授，此前他在罗斯托克和基尔的任职均不满足。同年有两个事件对于石里克的理论研究有非常重要的影响。第一有人告诉他有一个叫做恩斯特·马赫社团的哲学家和物理学家组织定期聚会讨论科学和哲学。后来这个社团以维也纳学派著称。这个社团的成员包括鲁道夫·卡尔纳普、库尔特·哥德尔、漢斯·哈恩、奥托·诺伊拉特、弗里德里希·魏斯曼等。第二个事件是路德维希·维特根斯坦在当年发表了《逻辑哲学论》，这部简明、异常美妙的论文提出了象征主义的一个逻辑理论和语言的“图像理论”等。石里克和他的社团深深被这部著作打动。他们几乎每次聚会都要讨论这部著作。1924年石里克与维特根斯坦接触，他在他的社团中极力赞扬维特根斯坦。最后维特根斯坦同意与石里克和魏斯曼碰头来讨论他的书和其它内容。通过石里克的影响维特根斯坦考虑在空闲十年后重返哲学。维特根斯坦后来写下他的《哲学研究》其中有一部分功劳是石里克的。维特根斯坦和石里克与魏斯曼之间的讨论持续，但是后来维特根斯坦认为卡尔纳普使用了他还未成熟的考虑，因此于1932年中断了与维也纳学派的联系，但是他和石里克依然有书信往来。
从1918年至1925年石里克写他的《广义认识论》（Allgemeine Erkenntnislehre）。虽然他后来的一些工作使得他关于知识论的一些论点不成立，但是《广义认识论》可能依然是他最重要的著作。在这部著作中他精确地反驳了合成先验知识。这个批评认为只有下显而易见的断言才是定义，比如公式化逻辑或者数学中的公理。所有其它断言必须通过实际考验来证明。假如一个断言不是定义，又无法通过事实被证明或者被否认，那么这个断言是“形而上学”的，也就是说与“无意义”和“胡扯”同義。这是维也纳学派的成员共同承认的原则。从1926年至1930年石里克完成了《道德问题》（Fragen der Ethik），在这本书里他将道德当作哲学的一个分支来对待。同时维也纳学派发表了《科学的世界观：维也纳学派》作为对石里克的赞美。这本书中强烈的反形而上学观点可以看作是这个学派的结晶。

## 《普通認識論》
石里克曾在他的《普通認識論》中説，確實可靠的知識——像邏輯和數學的知識——是演繹的，因而它們是分析的，而不是像康德所主張那様是綜合的。分析的命題有先天的效用，因為只要通過定義它們的概念——而無須考慮事實關係——我們就可以知道它們的真或假。但是分析的命題是無内容的。究竟邏輯的命題和經驗的命題有什麽關係，這在石里克先前的研究是没有清楚地表示出來的。由于維特根斯坦的啓發，石里克才精確地表述了那様一些命題。

## 澄清命題的邏輯意義
石里克在其早期著作中曾經主張，澄清命題的邏輯意義乃是一般哲學的任務。所以他認為愛因斯坦在澄清"時空"這兩個詞方面，有他最大的哲學成就。他的主張是建立在借光信號來説明的同時性這個有名的定義上。如果我們認為，除了相對論外，還可以允許用另一種為其他物理學所允許的方法來確定某種“被空間所分開的事件的同時性”，那麽這是一個經驗的主張，不過它被大家所熟悉的實驗證明為假的。反之，如果我們主張，除了這種借光信號確定的同時性之外，還有一種“實在的”、“哲學上的同時性”，這種同時性與一切可觀察的信號完全無關，那麽這種主張就既不是真的，也不是假的，而是無内容的。它看上去像一個命題，實際上没有表達任何事實，因為它原則上是不可證實的。從這裏我們清楚看到，石里克通過經驗的論證，把這些似是而非的假命題掃除得一乾二净。石里克認識到哲學的關鍵在于研究邏輯結構和對分析命題與綜合命題進行兩分法。

## “哲學的轉變”
在石里克同維特根斯坦的接觸中，除了證實原則外，維特根斯坦還有兩個重要的思想對石里克發生了强烈的影響，這兩個思想構成了他所謂“哲學的轉機”的關鍵。這就是：
（1）通過語言的邏輯分析拒斥似是而非的假問題；
（2）哲學的任務在于澄清我們語言的問題。
在石里克早期的著作裏，他的主要目標在于創立一種作為科學基礎研究的認識論，并在科學發展和研究成果的基礎上建立一種知識分析方法。按照石里克的想法，作為基礎研究的認識論必須與特殊科學研究相携而行，其主要任務是：研討科學知識的前提、假設、方法和形式，從邏輯觀點看，是否有改進或修正的必要，是否有新的概念—方法的可能性。根據這種知識分析方法，石里克對康德的先天綜合判斷學説、新康德派理論和胡塞爾的現象學進行了批評。
他的批評内容是：不可能有那種作為先天綜合判斷的命題。如果按照數學—物理學的新發展，并且對它們加以嚴格表述的話，那麽這些命題一部分可以歸為分析命題（如邏輯和數學的命題），一部分可歸為綜合命題（如自然科學的命題）。石里克由此得出結論説，在我們的科學的命題系統裏，根本就没有什麽先天綜合命題或一般先天的材料，因此我們也根本不會有獲得這種命題的所謂特殊的認識能力。
石里克通過把這種知識分析方法實際應用于當時在現代物理學中關于時空哲學意義的争論，取得了兩個可喜的結果：
（1）使德國富有影響的哲學家退到了防禦的立場；（2）取到了對哲學感興趣的自然科學家的注意。
因此，石里克在哲學和自然科學之間建立了緊密的合作關係，并且為當代經驗哲學提供和奠定了基礎和方法。

## 纳粹兴起和逝世
随着纳粹主义在德国和奥地利的兴起，维也纳学派中的许多成员去美国和英国。石里克留在维也纳大学。1935年他受访时表示对在德国发生的事件的厌恶。1936年6月22日他在大学下楼梯去讲课时遇到了一个过去的学生，对方拔出一把手枪枪击了石里克的胸部。石里克很快逝世。该学生被判刑，但是被市内不断增强的反犹太势力当作一个伟人（石里克本人并非犹太人）。此后不久该学生被释放，德奧合併后成为奥地利纳粹党的党员。

## 遗产
石里克创立了逻辑实证主义。许多他的同僚记载了他的人道、慈善、和善和尤其是他的勇气。